# Truman Capote
Truman García Capote (30. september 1924 – 25. august 1984) var en amerikansk forfatter, hvis værker anerkendes som klassikere. Han er bedst kendt for In Cold Blood (1966) og novellen Breakfast at Tiffany's (1958), der begge er filmatiserede.

## Opvækst
Truman Streckfus Persons blev født i New Orleans, Louisiana. Hans forældre var købmanden Archulus "Arch" Persons og den da 16-årige Lillie Mae Faulk. De blev skilt, da sønnen var 4 år, og Truman sendt til sin mors slægtninge i Monroeville, Alabama, hvor han som 5-årig lærte nabopigen Harper Lee at kende. De var gode venner livet igennem, og hun beskyttede ham mod mobning i skolen. Begge elskede at læse, især Arthur Conan Doyles detektivhistorier og eventyrromaner. En dag kom Lees far, Amasa Coleman Lee, hjem med en skrivemaskine til dem. De to skiftedes til at diktere historier og skrive dem på skrivemaskinen. Capote fortsatte med at mødes med Harper Lee i sommerferierne, efter at hans mor havde hentet ham til New York i midten af 1930'erne.
En sommer i Monroeville kom en 16-års pige på besøg til en nabofamilie. Hun knyttede sig snart til den fem år yngre Capote, hvad der gjorde den 10-årige Harper Lee jaloux. For hende var den 16-årige den eksotiske, ældre kvinde, der fordrejede hovedet på Capote og fik ham til at løbe bort med sig. Men parret blev standset allerede i nærmeste by og Capote hentet hjem, mens Martha Beck (1920-51) blev sendt tilbage til sine forældre. Senere i livet blev Martha Beck og hendes partner kendt som the Lonely Hearts Killers, dødsdømt og henrettet.
Morens nye mand Joseph Capote adopterede hendes søn og gav ham navnet Truman García Capote. Som 13-årig blev han sendt til den militære kostskole St. John's Academy i Ossining. Det skoleår var en fiasko, og hans mor flyttede ham til Trinity-skolen, hvor han mistrivedes og forblev en trodsig og mislykket elev. I 1939 flyttede familien til Greenwich i Connecticut, hvor hans engelsklærerinde var imponeret over hans skrivefærdigheder. Modnet af den pludselige anerkendelse fremstod han nu selvsikker, energisk og opmærksomhedssøgende.
Capote beskrev sig senere som ensom og meget usikker, som "meget følsom og intelligent, uden nogen følelse af at være særlig ønsket af nogen". Økonomisk manglede han ikke noget og blev sendt til gode skoler, men var følelsesmæssigt forsømt og forladt, uden at høre til nogen steder. "Hele familien mente, der var noget galt med mig." I skolen var hans karakterer så dårlige, at familien bekymrede sig for, om han kunne være tilbagestående. Men ved en IQ-test på skolen skal Capote have scoret utrolige 215 points. Han så dog ingen nytte i en formel skolegang, og selv om han blev student – et faktum, han i mange år prøvede at skjule – var han fast besluttet på at undgå videreuddannelse. "Hvis jeg var en forfatter, udmærket; hvis ikke, ville ingen professor i verden kunne gøre mig til én."
Som 17-årig var Capote kontorbud ved avisen The New Yorker og virkede "lige så eksotisk som en fiskeørn" med sit runde ansigt, skulderlange lyse hår og iblandt sin operacape. Første gang redaktøren Harold Ross så ham, spurgte Ross: "Hvad er det der?" Snart blev Capote fyret for at have fornærmet Robert Frost – de to var meget langt ude i familie – ved at forlade en af hans digtoplæsninger. Capote forklarede selv, at han blev dårlig og havde feber.

## Tidlig karriere
I 1945 trykte Mademoiselle hans novelle Miriam, der året efter vandt ham en O. Henry-pris. Prisen og historien vakte forlæggeren Bennett Cerfs opmærksomhed, og det endte med en kontrakt med forlaget Random House på en roman. Med et forskud på 1.500 dollars vendte Capote tilbage til Monroeville, hvor ideen til Other voices ifølge ham selv kom i form af en åbenbaring. Han var i gang med en roman, han havde tabt troen på. En eftermiddag gik han langs bredden af en å, da han kom til en nedlagt mølle, som vakte barndomsminder til live. Minderne førte ham ind i en "kreativ koma", hvor en helt anden bog tog form. Hjemme igen efter mørkets frembrud lagde han manuskriptet til den ufuldførte roman væk (den hed Summer Crossing, var længe anset som tabt, men blev genfundet i 2004 og derefter udgivet). Så gik han til sengs med papir og blyanter og begyndte på Other voices. I første kapitel møder vi Idabel Otis, som er et portræt af Harper Lee.
Da Other Voices, Other Rooms udkom i 1948, var den på New York Times' bestseller-liste i ni uger og solgte i over 26.000 eksemplarer. Markedsføring og kontroverser omkring udgivelsen gjorde Truman berømt på rekordtid. Et kontroversielt portræt taget af Harold Halma blev anvendt til at markedsføre bogen og skabte næsten lige så megen furore som bogens indhold, der handler om homoseksualitet og om at være fremmed for sin familie. Capote påstod at være fanget i et uopmærksomt øjeblik, men ifølge Gerald Clarkes biografi havde han poseret foran kameraet. Desuden var det med til at give Truman det image, han ønskede. Fotografiet blev trykt ved anmeldelserne, og nogle læsere fandt Trumans positur lummer med stærke seksuelle undertoner. Los Angeles Times skrev, at Capote så ud, "som om han drømmende pønsede på at begå et eller andet brud på den almindelige moral". En dag overhørte fotografen Halma to midaldrende damers snak om billedet. Da den ene sagde: "Jeg siger dig, han er bare ung," svarede den anden: "Og jeg siger dig, at hvis han ikke er ung, er han farlig!" Truman nød at genfortælle denne anekdote.
Random House fulgte Other Voices, Other Rooms op med A Tree of Night and Other Stories fra 1949. Ud over Miriam indeholdt samlingen Shut a Final Door, der også blev belønnet med en O. Henry-pris i 1949. Trumans novelle fra 1951 The Grass Harp blev bearbejdet til skuespil i 1952, en musical i 1971 og en film i 1995. Breakfast at Tiffany's: A Short Novel and Three Stories fra 1958 fokuserede på historier om personligt tab, og førsteudgaven af bogen er vurderet til 20.000 kroner. For Truman markerede bogen et væsentligt skift i hans karriere.

## In Cold Blood
I 1959 påbegyndte Truman arbejdet med, hvad der skulle blive hans sidste værk. Inspireret af en artikel i New York Times på 300 ord om fire uopklarede mord på Clutter-familien i Holcomb, rejste han med barndomsveninden Harper Lee til den lille by i Kansas. Syv år senere, med udgivelsen af In Cold Blood, blev en ny genre født: True crime.
Over de næste par år lærte han hele byens befolkning at kende og gik ind i drabsefterforskningen. Når han interviewede beboerne i den lille by, undlod han at tage noter. I stedet huskede han samtalerne og skrev dem ordret ned bagefter. Ved en test fastsloges det, at han var i stand til ordret at huske 94 % af samtaler. Harper Lee var en stor hjælp. Hvor Capote var en udenforstående, blev Lee accepteret for sit venlige smil og evne til at sige det rigtige, og de blev inviteret hjem til folk, der havde kendt de dræbte. Lee var vokset op i en familie ikke ulig Clutters. For Capote udgjorde de mennesker en historie; for Harper Lee var de en familie. Den aften, hun og Capote var inviteret hjem til politiefterforskeren Dewey og hans familie, fik han et telefonopkald om, at mændene, der havde myrdet Clutter-familien, var blevet arresteret i Las Vegas, tusinde miles derfra.
Undervejs etablerede Capote også et tæt forhold til især den ene af de to dødsdømte mordere, Perry Smith. Han hjalp de to med advokatbistand og besøgte dem gentagne gange i fængslet, hvor han interviewede Smith. Capote var til stede den 14. april 1965, hvor de to morddømte blev hængt. De havde nærmest slagtet Clutter-familien: Herbert Clutter var 48 år, da han fik struben skåret over. Datteren Nancy var 16 år og blev skudt gennem hovedet; ligeså hans kone Bonnie Mae og den 15-årige søn Kenyon Neal Clutter. Da Smith var veteran fra Koreakrigen blev betalte staten delvis hans begravelse.
Harper Lees roman Dræb ikke en sangfugl – hvor Capote var model for skikkelsen Dill – har også et retsopgør som omdrejningspunkt, men hendes hovedperson er uskyldig; Capotes hovedpersoner var derimod skyldige. Capote er blevet beskyldt for en anderledes kynisk udnyttelse af sine kilder end Lee; eller var han i virkeligheden forelsket i den drabsdømte Smith? I en scene i filmen benægter han over for Smith, at bogens titel virkelig skal være Med koldt blod og forsikrer, at det kun er noget, forlæggeren har fundet på.
En efterforsker hævdede, at Capote betalte vagterne rigeligt for at være alene med Smith i fængslet. Andre skribenter rejste også tvivl, om han bevidst havde trukket sit tilbud om juridisk hjælp til de to mordere tilbage, så de to hurtigere kunne blive dømt og han selv få sin bog skrevet færdig. Havde han givet dem indtryk af at ville formidle et sympatisk indtryk af dem for at give deres ansøgninger om benådning mere troværdighed, mens han i virkeligheden kun var ude efter en god historie?
In Cold Blood udkom i serieform i The New Yorker i 1965 og blev udgivet i hardcover af Random House i 1966. Capote kaldte selv bogen for en non-fiction novel, en dokumentar eller "fagroman". Den modtog stor ros fra kritikerne og blev en international bestseller. Der udbrød imidlertid en fejde mellem Truman og kritikeren Kenneth Tynan, der i The Observer anklagede Capote for at have ønsket forbryderne henrettet, så hans "fagroman" kunne få en virkningsfuld slutning.
Filmen Capote belyser Capotes konflikt og splittelse mellem tilknytning til Perry Smith og sin besættelse af – efter syv års arbejde – at bringe romanen til en afslutning. Capote modtog ros fra kritikerne, og Philip Seymour Hoffman modtog i 2006 en Oscar for sin fremstilling af Truman Capote i filmen.
For 62.000 dollars tjent på bogsalget købte Capote i 1965 en lejlighed i FN-bygningen i New York, som i 1960'erne var det stedet, hvor "alle" ønskede at bo.

## Berømmelse
Truman Capote var åbenlyst homoseksuel i en tid, hvor det var accepteret blandt kunstnere, men ikke noget, der blev talt om. Han var kendt for sin spæde, læspende stemme og sin outrerede påklædning. Iblandt påstod han at have kendt folk personligt, selvom han aldrig havde mødt dem, blandt andre Greta Garbo. Han erklærede derudover, at han havde haft kærlighedsforhold til heteroseksuelle mænd, herunder Errol Flynn.
Han færdedes i udvalgte kredse med andre berømtheder og havde især nære veninder som Winston Churchills tidligere svigerdatter Pamela og Jacqueline Kennedys søster Lee Radziwill. Han var kendt for sin lange rivaliseren med forfatteren Gore Vidal, der åbent erklærede: "Jeg afskyede Capote, sådan som man kan afsky et beskidt dyr, der har fundet vejen ind i ens hjem." Det var Capotes løgnagtighed, han ikke kunne døje. Capote havde ikke meget til overs for de fleste af sine kollegers værker, men holdt af Lacey Fosburg, der skrev Closing Time: The True Story of the Goodbar Murder (1977).
Til ære for forlæggeren Katharine Graham afholdt Capote i 1966 sit legendariske Black and White Ball maskebal på New Yorks Plaza hotel. Ballet blev anset for at være årets sociale begivenhed. Inspireret af Ascot-scenen i filmen My Fair Lady blev antrækkene holdt i sort og hvidt.
Capote spillede en rolle i filmen Murder by Death fra 1976.

## Answered Prayers
Capote gjorde aldrig sit romanprojekt Answered Prayers (= Besvarede bønner) færdig; men fik mod sin forlæggers råd trykt novellen La Côte Basque, 1965, hentet derfra, i Esquire i 1975. Der var tale om en "nøgle-novelle", hvor han udleverede sine bekendtes mest intime historier, så de kunne genkendes. Capote tilbad sin veninde "Babe" Paley. I sin dagbog skrev han: "Fru. P havde kun én fejl: Hun var perfekt. Ellers var hun perfekt." De lærte hinanden tilfældigt at kende, da Babe og hendes mand Bill havde tilbudt David O. Selznick at tage ham med i deres privatfly, og Selznick spurgte, om han måtte medtage sin ven Truman. Bill Paley troede, der var tale om præsident Truman. Til hans skuffelse ankom i stedet en spæd lille 29-årig fyr med tynd stemme. Men Babe blev meget glad for Capote og knyttede sig til ham; hendes mand ignorerede hende. "Jeg var hendes eneste virkelige ven," sagde Capote senere. Alligevel udleverede han hendes mands utroskabshistorie i fortællingen.
Han blev også Lee Radziwills fortrolige, og hørte alt om hendes mislykkede ægteskab med en prins i navnet, samt affæren med Aristoteles Onassis – og ikke mindst Onassis’ iskolde afsked, straks han fik hendes søster Jackie Kennedy på krogen. "Min Gud, sikke jaloux hun er på Jackie!" skrev Capote i 1962. "Det anede jeg ikke." Lee Radziwill stolede på ham. Hun kendte til hans romanprojekt, men forstod ikke, hvad han var i færd med. Tværtimod sagde hun, at han var "den mest loyale ven, jeg har haft, og den bedste samtalepartner, jeg har kendt... Det føles, som om han er min bror, bortset fra at søskende sjældent står hinanden så nært som vi." Hun gav ham et cigaret-etui med indskriften: "Til min besvarede bøn, kærligst Lee, juli 1967." Hun stod altid i skyggen af sin søster – så meget, at da Capote ville rose hende, kunne han kun gøre det ved at nævne netop søsteren: "Lee er alt det, folk roser Jackie for," sagde han. Radziwill var en af hans "svaner" – den gruppe elegante overklassedamer, han omgav sig med.
Han dyrkede sine "svaner", der mindede ham om hans mor, der havde forladt ham som barn for at genfinde sig selv i New York. Hun var ligeglad med ham, men det var "svanerne" ikke. Mest holdt han af de to veninder Babe Paley og Slim Keith; han kaldte Slim sin big mama. Som fotomodel var hun blevet gift med Howard Hawks og valgt til bedst klædte kvinde i 1946 foran hertuginden af Windsor; hun havde opdaget Lauren Bacall, der mindede om hende selv. Slim var gift tre gange, sidste gang med en britisk baron. Hos Capote fandt hun en barnlig varme og humor, hun faldt for; og hun forstod ham bedre end de fleste, men stolede aldrig helt på ham. De foretog dog mange rejser sammen, og hun fulgte ham til Moskva til en opsætning af Porgy og Bess, han arbejdede på. Slim Keith var også den første, der læste hans mesterværk, In Cold Blood og forhandlede filmrettighederne for ham. I Answered Prayers er hun let genkendelig som Capotes hovedperson, "lady Coolbirth".  Han lader hende fortælle, at hun som teenager blev voldtaget af Joe Kennedy. Det er uklart, om Slim Keith faktisk blev udsat for dette, eller om det kun var noget, Capote fandt på.
I New Yorks højere kredse lærte han også Ann Woodward at kende. Som fotomodel havde også hun kapret en rigmand og giftet sig med ham i 1943. Efterhånden blev hun accepteret af det gode selskab, og parret fik to sønner. Woodward søgte om skilsmisse, men Ann nægtede at opgive et liv med status og velstand. I efteråret 1955 var der en serie indbrud i Woodward-familiens nabolag. Sent en aften affyrede Ann sit våben to gange og dræbte sin mand, men påstod, hun havde taget ham for en indbrudstyv. Hun blev løsladt, men mistanken hang ved hende, og det gode selskab vendte hende ryggen. I sin bog anklagede Capote hende åbent for mord. Ann tog sit liv med cyanid senere samme år. Begge hendes sønner begik også selvmord ved at springe ud fra vinduer på Manhattan; Jimmy i 1976, året efter sin mor, og William i 1999.
Men også Capotes veninde Babe blev hårdt ramt af hans ondskabsfulde afsløringer. I historien kaldes hun "Cleo", gift med "Sidney Dillon". I "Dillon" genkendes Bill Paley, der også er en jødisk præsidentrådgiver og notorisk utro mod sin kone. I novellen beskrives "guvernørens kone", en "protestant, størrelse 40, i lave sko" (vistnok Mary French Rockefeller, 1910-97). Jøden "Dillon" vil hævne sig på WASP-klassen og har en affære med guvernørens kone i sin lejlighed – hvorefter han forfærdet opdager, at hun har efterladt sengelagenet med "blodpletter på størrelse med Brasilien". Bill Paley beskrives siddende ved badekarret, hvor han prøver at skrubbe lagenet rent, "som en spansk bonde ved en å". I Capotes gengivelse aner konen intet; men i virkeligheden lod Babe bare som ingenting. Da hun læste historien i Esquire i 1975, var hun døende af lungekræft. Hun blev knust af ydmygelse. Hendes mand, som faktisk holdt af hende,
var rasende.
Capote havde pralet til sin veninde, Marella Agnelli, indgiftet i Fiat-familien, om at hans roman ville "gøre ved Amerika hvad Proust gjorde ved Frankrig." Han kunne ikke holde op med at tale om sin nøgleroman, der var konstrueret som et våben: "Og når kuglen fyres af, kommer den med en fart og kraft, du aldrig har set mage til – bang!" Men i virkeligheden havde han vendt våbnet mod sig selv. At røbe de rige og mægtiges hemmeligheder var et socialt selvmord.
Selv forstod han først ikke, hvilken ravage han var skyld i. Han ringede til Bill Paley og spurgte, hvad han syntes om historien. Paley vidste lige, hvad han skulle sige for at ramme Capote: "Jeg begyndte på den, men faldt i søvn. Så skete noget forfærdeligt: Bladet blev smidt ud." Utrolig nok tilbød Capote at sende et blad over. Paley bad ham om at lade være: "Min kone er meget syg," sagde han, som om Capote var en uvedkommende fremmed, man ikke brugte Babes fornavn til.

## Ensom død
Babe Paley døde 6. juli 1978 uden at have talt med Capote igen. Efter det blev Capote endnu mere afskåret fra sin tidligere omgangskreds. Den eneste celebritet, der tog ham ind, var Andy Warhol. Så Capote festede nætterne væk på Studio 54, der på den tid – ligesom Capote selv – var for nedadgående. Han drak og tog stoffer og dyrkede sin bitterhed mod de kendte, der havde vendt ham ryggen.
Capotes helbred forfaldt hurtigt, da han begyndte at misbruge alkohol og narkotika. Den slanke, ungdommelige mand blev fedladen og skaldet. Sidst i 1970'erne fik han opereret prostata og led også af et smertefuldt tic (tic doloreux). I Music for Chameleons udgivet i 1980 beskrev Capote sig selv: "Jeg er alkoholiker. Jeg er narkoman. Jeg er homoseksuel. Jeg er et geni." Han døde hjemme hos sin nære veninde Joanna Carson, Johnny Carsons tidligere kone.
Dødsårsagen var en overdose af piller – valium, kodein, barbiturater. I filmen Capote med Philip Seymour Hoffman angives dødsårsagen at være følger af hans alkoholmisbrug.
Answered Prayers blev udgivet, ufuldført, tre år efter hans død. I første kapitel omtales en berømt forfatter, som er blevet en fiasko og en drukkenbolt, opædt af kræft. Capote beskriver skikkelsen videre: "Ligesom en af sine heltinder søger han opmærksomhed og sympati ved at servere halv-troværdige løgne til vildt fremmede. Fremmede, fordi han ingen venner har."

## Capotes aske
Capotes aske skal være blevet delt mellem veninden Joanna Carson og Capotes livsledsager Jack Dunphy. Carson opbevarede sin del af asken – i en papæske inde i en udskåret japansk æske – i det værelse, hvor han døde. To gange er asken blevet stjålet, først i 1988 under en Halloween-fest, hvorefter den blev tilbageleveret; og endnu en gang, hvor tyven dog ikke undslap med asken. I 2013 blev asken inviteret til en premierefest på Broadway af Breakfast at Tiffany’s. Det turde Joanna Carson alligevel ikke, selv om Capote altid havde ønsket at se stykket sat op på Broadway.
Efter Joanna Carsons død endte hendes andel af Capotes aske på auktion i 2016. Første bud lød på 2.000 dollars, men en anonym samler betalte til sidst 43.750 dollars for asken. Også Capotes tøj fra hans sidste tid blev solgt for 6.400 dollars, mens to af hans flasker med receptbelagte piller gik for til sammen 9.280 dollars.

## Værker
| År   | Titel                                  | Noter                                                                              |
| ---- | -------------------------------------- | ---------------------------------------------------------------------------------- |
| 1943 | Summer Crossing                        | Roman; udgivet posthumt 2005                                                       |
| 1945 | "Miriam"                               | Novelle                                                                            |
| 1948 | Other Voices, Other Rooms              | Roman                                                                              |
| 1949 | A Tree of Night and Other Stories      | Novellesamling                                                                     |
| 1951 | The Grass Harp                         | Roman                                                                              |
| 1952 | The Grass Harp                         | Skuespil                                                                           |
| 1953 | Beat the Devil                         | Manuskript                                                                         |
| 1954 | House of Flowers                       | Broadway-musical                                                                   |
| 1956 | The Muses Are Heard                    | Faglitteratur                                                                      |
| 1956 | "A Christmas Memory"                   | Novelle                                                                            |
| 1957 | "The Duke in His Domain"               | Portræt af Marlon Brando                                                           |
| 1958 | Breakfast at Tiffany's                 | Novelle                                                                            |
| 1960 | The Innocents                          | Manuskript                                                                         |
| 1963 |                                        | The Collected Writings of Truman Capote                                            |
| 1966 | In Cold Blood                          | "Non-fiction-roman"                                                                |
| 1968 | The Thanksgiving Visitor               | Novelle                                                                            |
| 1971 | The Great Gatsby                       | Manuskript baseret på romanen af F. Scott Fitzgerald, afvist af Paramount Pictures |
| 1975 | "Mojave" og "La Cote Basque, 1965"     | Noveller fra Answered Prayers                                                      |
| 1976 | "Unspoiled Monsters" og "Kate McCloud" | Noveller fra Answered Prayers                                                      |
| 1980 | Music for Chameleons                   | Novellesamling                                                                     |
| 1986 | Answered Prayers: The Unfinished Novel | Udgivet posthumt                                                                   |